# Kim Se-hwang
Kim Se-hwang, mais conhecido no ocidente por James Kim (16 de Novembro de 1971), é um guitarrista coreano, famoso pelo trabalh com as bandas N.EX.T. e Novasonic.
Ele foi o primeiro asiático a receber o título de "doutor honorário de Música em Performance" no prestigiado "Musicians Institute" de Hollywood. Além disso, ele também foi o primeiro guitarrista coreano a ter sua guitarra exibida na janela da frente do Guitar Center store's, no coração de Hollywood.
Kim é endorsee dos amplificadores Orange.

## Discografia
- 1994 - The Return of N.EX.T Part 1 - The Begining
- 1995 - The Return of N.EX.T Part 2 (EP)
- 1995 - The Return of N.EX.T Part 1 - The Begining Live Concert Chapter 1 (ao vivo)
- 1995 - The Return of N.EX.T Part 1 - The Begining Live Concert Chapter 2 (ao vivo)
- 1996 - The Return of N.EX.T Part 2 - World
- 1996 - N.EX.T Is Alive [The World] Tour (ao vivo)
- 1997 - The First Fan Service	(ao vivo)
- 1997 - N.EX.T Interactive CD-ROM
- 1997 - Here, I Stand for You	(Single )
- 1997 - Lazenca: A Space Rock Opera
- 1998 - The Show Must Go On (Video)
- 2003 - Guilty Gear XX #Reload Korean Version Original Sound Track
- 2004 - The Return of N.Ex.T Part III
- 2004 - FC서울 클럽송 (FC Seoul Club Song)
- 2006 - ReGame? (the 2nd fan service)
- 2008 - 666 Trilogy Part 1 (EP)

### Solo
- 2011 -  Vivaldi: The Four Seasons

## Honrarias
- Primeiro guitarrista coreano a ser "endorsee" para fabricantes internacionais de guitarra.[4]
- Primeiro artista da música instrumental contemporânea e um solista de guitarra elétrica a se apresentar no pretigiado, The Art Center Seoul & The Art Center Sejong (música clássica como solista).[4]
- Primeiro asiático a receber o título de "doutor honorário de Música em Performance" no prestigiado "Musicians Institute" de Hollywood.[2]
- Primeiro guitarrista coreano a ter sua guitarra exibida na janela da frente do Guitar Center store's, no coração de Hollywood.[2]